# Čeněk Vosmík
Vincenc (Čeněk) Vosmík (5. dubna 1860, Humpolec – 11. dubna 1944, Praha) byl český sochař a restaurátor.

## Život

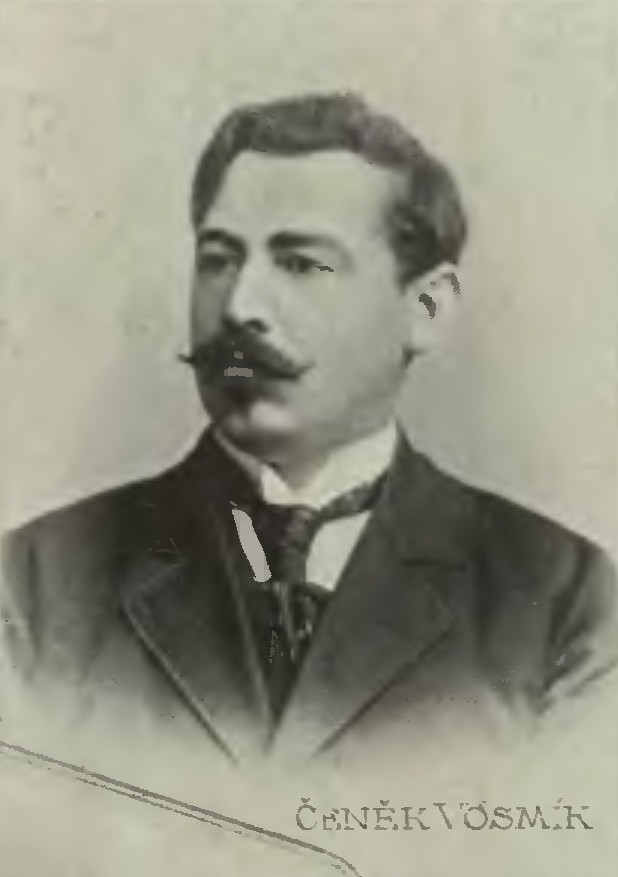
Čeněk Vosmík (Národní album, 1899)

Čeněk Vosmík se vyučil kolářem v dílně svého otce v Humpolci. Pak odešel do Prahy, kde v Odborné zlatnické škole získal základy modelování. Zajímalo ho sochařství, a proto odjel do Vídně, kde pracoval nejprve jako pomocník v kamenosochařské dílně Victora Oscara Tilgnera a pak u Antonína Pavla Wagnera.
Vosmík byl talentovaný sochař a již roku 1873 ve 13 letech získal na Světové výstavě ve Vídni zlatou medaili (spolu s Josefem Zítkem a Juliem Mařákem). V letech 1886–1888 studoval na Akademii výtvarných umění ve Vídni malbu u Hanse Makarta a sochařství v mistrovském ateliéru Edmunda von Hellmera. Poté pracoval ve Vídni jako kamenosochař u Antonína P. Wagnera.
Oženil se s Růženou, rozenou Bělskou (* 1872), která mu porodila dvě děti, Růženu a Čeňka (* 1895). Počátkem 90. let se definitivně usadil v Praze a zřídil si vlastní sochařskou dílnu na Smíchově. Rodina bydlela na Smíchově ve vlastní vile s vysokou věží, kterou roku 1910 navrhl architekt Josef Fanta, v Tiché ulici čp. 1224/3.
Zemřel 11. dubna 1944 v Praze. Pohřben byl na pražském hřbitově Malvazinky.

## Dílo

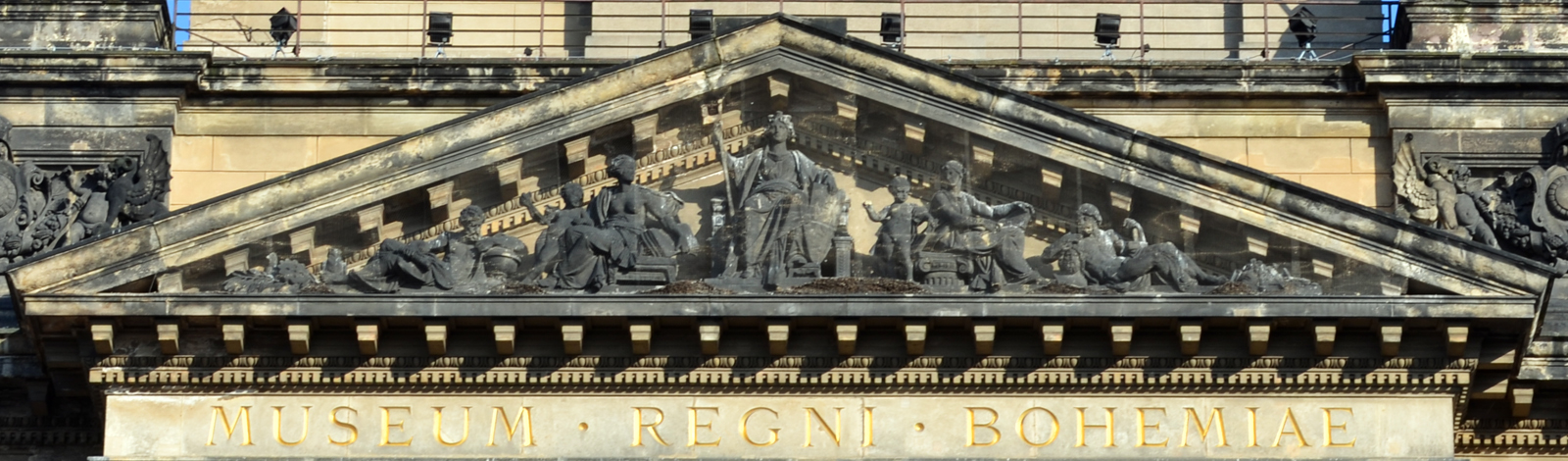
Antonín Pavel Wagner a Čeněk Vosmík: Čechie chrání vědu a umění, tympanon budovy Národního muzea v Praze

Byl bytostným realistou cítícím vždy v monumentálním měřítku, autorem klidných, harmonických až melancholických děl. Často se věnoval náboženským tématům, také portrétní a funerální plastice. Patřil k nejlepším kopistům a restaurátorům sochařských děl své doby. Antonínu P. Wagnerovi pomáhal tesat sochy pro tympanon a čtyři průčelní reliéfy budovy Národního muzea a kašnu na rampě před ním (Vltava, Labe, Čechie, Morava, Slezsko). Jako asistent J. V. Myslbeka pomáhal modelovat sousoší Ctirad a Šárka a koně k pomníku sv. Václava. Samostatně vytesal sousoší Záboj a Slavoj.
Vosmíkova socha Zavrženec byla vystavena na Jubilejní zemské výstavě v Praze 1891 a její odlitek byl osazen ve Vysokém Mýtě. Jako první samostatnou zakázku vytvořil sousoší Muž s býkem pro výzdobu nových pražských jatek v Holešovicích (1893), jehož model v měřítku 1:10 se dochoval v Národním muzeu. Také další zakázky se týkaly veřejných budov nebo kostelů. Za sochu Kristus na poušti, vytvořenou roku 1897, dostal čestné uznání na Světové výstavě v Paříži a jeho socha Krista (1912) pro katedrálu sv. Víta byla často kopírována. Podílel se také na sochařské výzdobě pražských kostelů sv. Cyrila a Metoděje v Karlíně, sv. Ludmily na Vinohradech a sv. Václava na Smíchově a jeho dílna dodala Boží hrob pro kostel sv. Remigia v Čakovicích.
Jako restaurátor je Čeněk Vosmík autorem kopie Platzerova sousoší zápasících gigantů při vstupu do Pražského hradu (1912) a Brokoffova sousoší sv. Františka Xaverského na Karlově mostě, které se zřítilo do řeky při povodni roku 1890 a rozlomilo na několik částí (nyní v lapidáriu NM). Roku 1906 vytvořil novou sochu sv. Václava jako náhradu za poškozený originál z Karlova mostu, který spadl do Vltavy roku 1784, byl nahrazen sochou sv. Ludmily a po vyzvednutí z řeky a opravě stál na rampě Pražského hradu.
Čeněk Vosmík je autorem několika významných pomníků – botanika Benedikta Roezla (Karlovo náměstí v Praze), Jana Sladkého Koziny (poblíž Trhanova), Blanických rytířů (Votice) a také pamětní desky Matěje Rejska na Prašné bráně v Praze. Jako autor náhrobních plastik je zastoupen třinácti díly na Vyšehradském hřbitově, dále na Olšanech, na Malvazinkách, v Poděbradech a jinde.
Souborná výstava se zhodnocením a oceněním jeho díla se konala roku 1924 v Rudolfinu v Praze.
- Muž s býkem – Pražská tržnice
- Kristus na poušti – katedrála sv. Víta, před kaplí sv. Václava
- Géniové objímající zeměkouli – na jižní hodinové věži Fantova Hlavního nádraží
- Sv. Barbora – socha pro západní průčelí chrámu sv. Barbory, Kutná Hora
- Sv. Václav – na rampě Pražského hradu, na barokním podstavci pův. sochy z Karlova mostu od Ottavia Mosta
- Zápas gigantů – na I. nádvoří Pražského hradu, s Antonínem Procházkou, volně podle Ignáce Františka Platzera
- Volná kopie skupiny sv. Františka Xaverského – sousoší Karlova mostu od F. M. Brokofa
- rekonstrukce sousoší sv. Františka Xaverského z Karlova mostu (vyloveného po kusech po povodni z r.1890); Lapidárium Národního muzea, Praha
- sv. Vojtěch a sv. Ludmila – kostel sv. Václava, Praha-Smíchov
- Busty historických osobností: opat Božetěch a malíř Theodorik pro Pantheon Národního muzea (obě odstraněny roku 1950, po rekonstrukci se plánuje jejich vrácení)
- Busty současných osobností: Svatopluka Čecha, Elišky Krásnohorské, prof. Jana Krejčího, Jana Maláta, Františka Palackého, Jana Erazima Vocela
- Sochy Štítonošů a truchlících žen pro pomník Mohyla míru, Prace
- Socha Panny Marie s dítětem, pro pražského arcibiskupa a kardinála Františka Schönborna (1899), její replika ve větším měřítku zhotovena pro klášterní kostel v Želivi (1916)
- Hlavní oltář, Kostel sv. Ludmily, Praha-Vinohrady
- Božské Srdce Páně, pro poutní kostel Nanebevzetí Panny Marie na Svatém Hostýně
- Oltář českých patronů, Kostel sv. Václava, Praha-Vršovice
- Pomník – socha básníka Jána Hollého, Madunice
- Pomník obětem První světové války, Výprachtice, (okres Ústí nad Orlicí)
- Socha Božského Srdce Páně, katedrála Svatého Ducha, Hradec Králové (1922)
- Génius poštovnictví, Sousoší chlapce s poštovním holubem, Poštovní muzeum Praha, 1928

## Galerie

Dílo
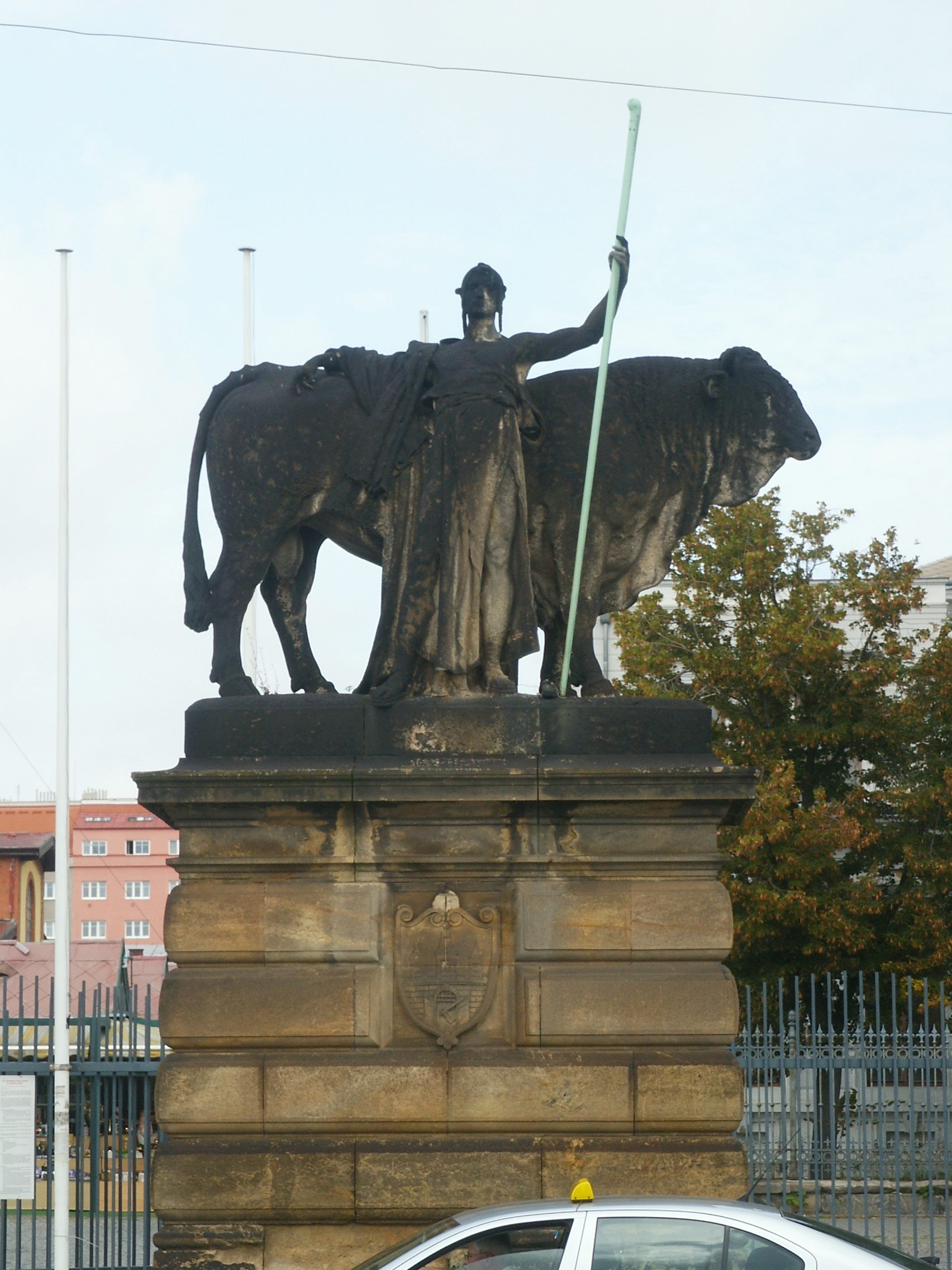
Socha ženy s býkem z brány jatek, Holešovická tržnice
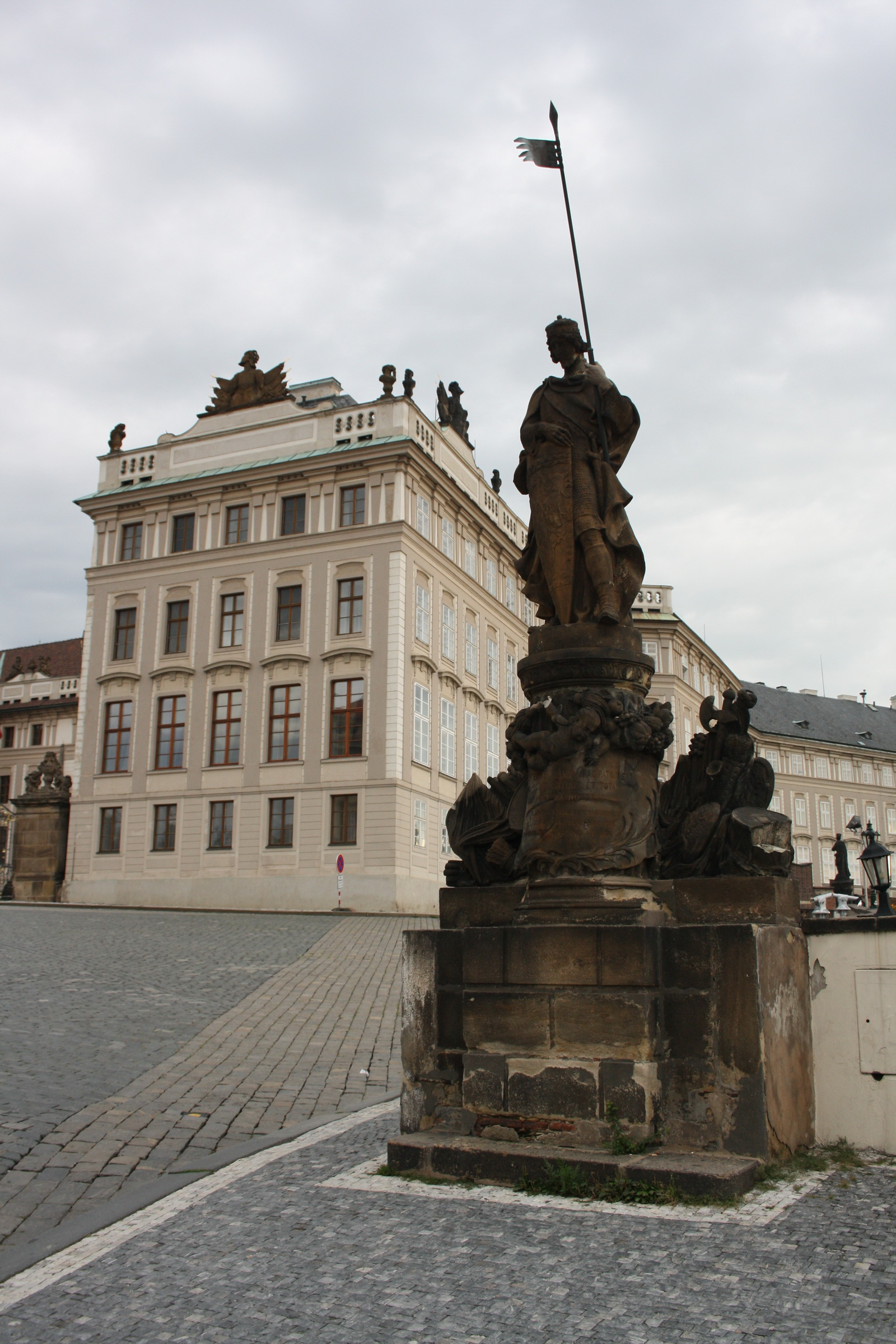
Socha sv. Václava na rampě Pražského hradu
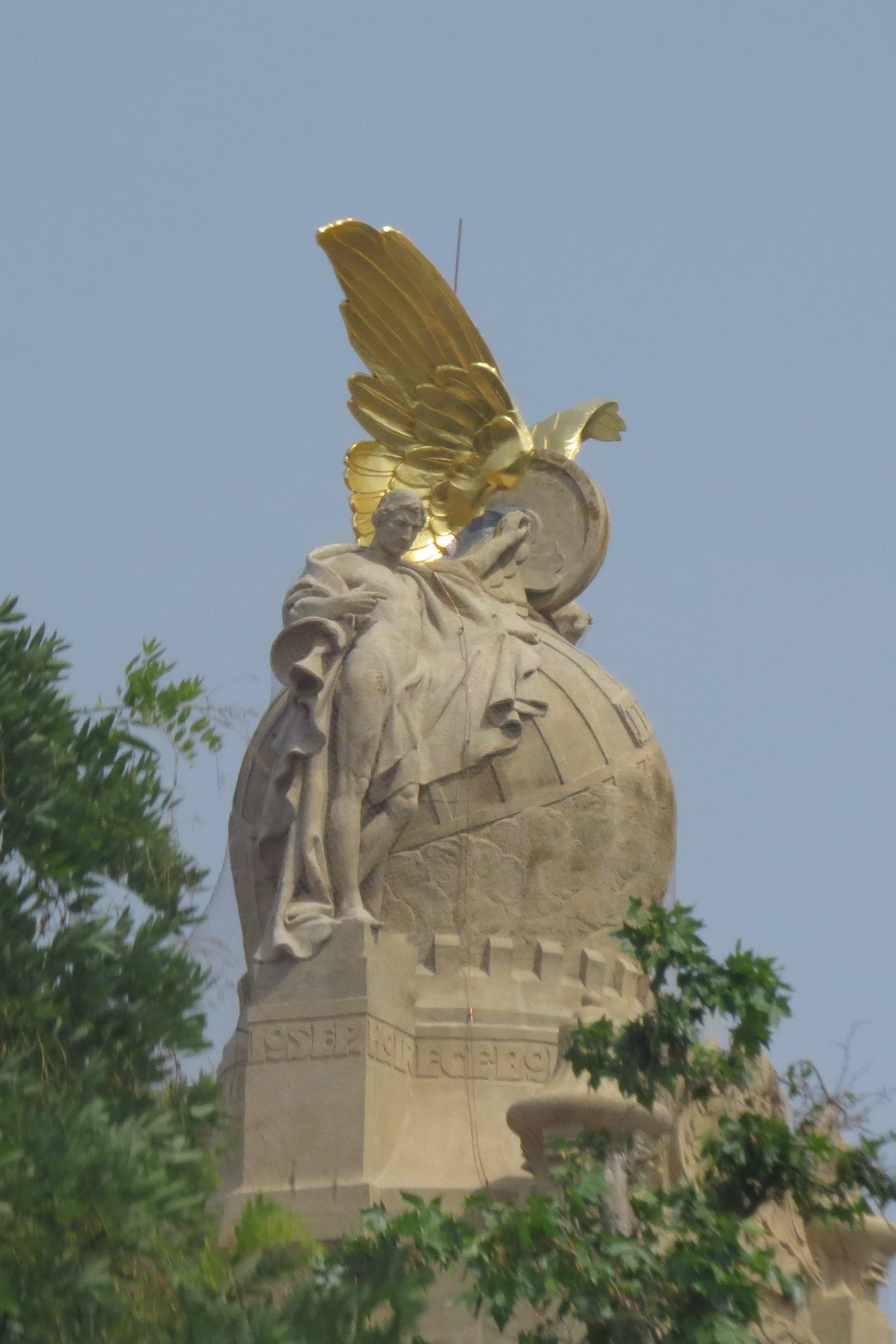
Geniuses with the Globe, socha na Hlavním nádraží v Praze
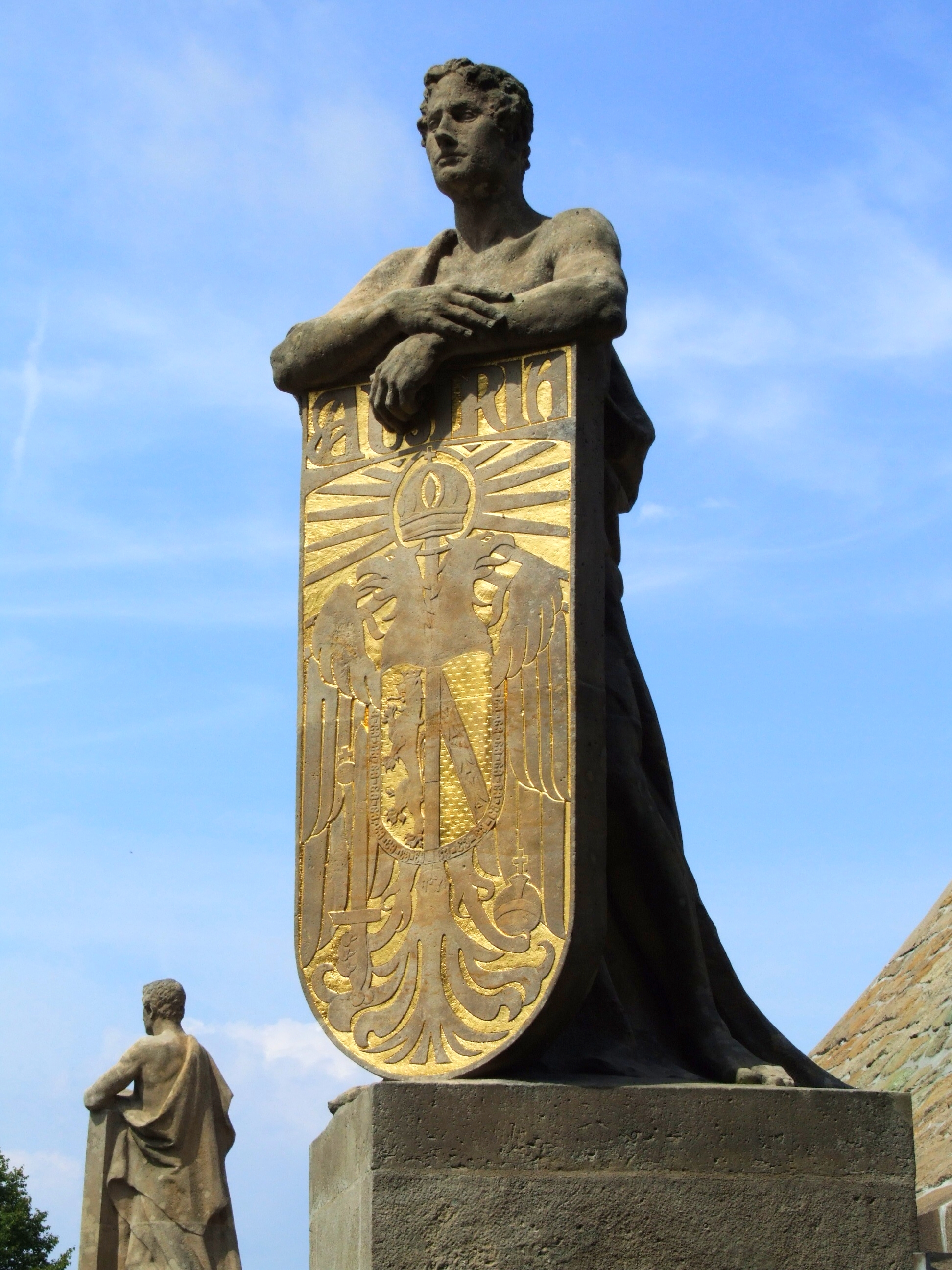
Štítonoš na Mohylě míru
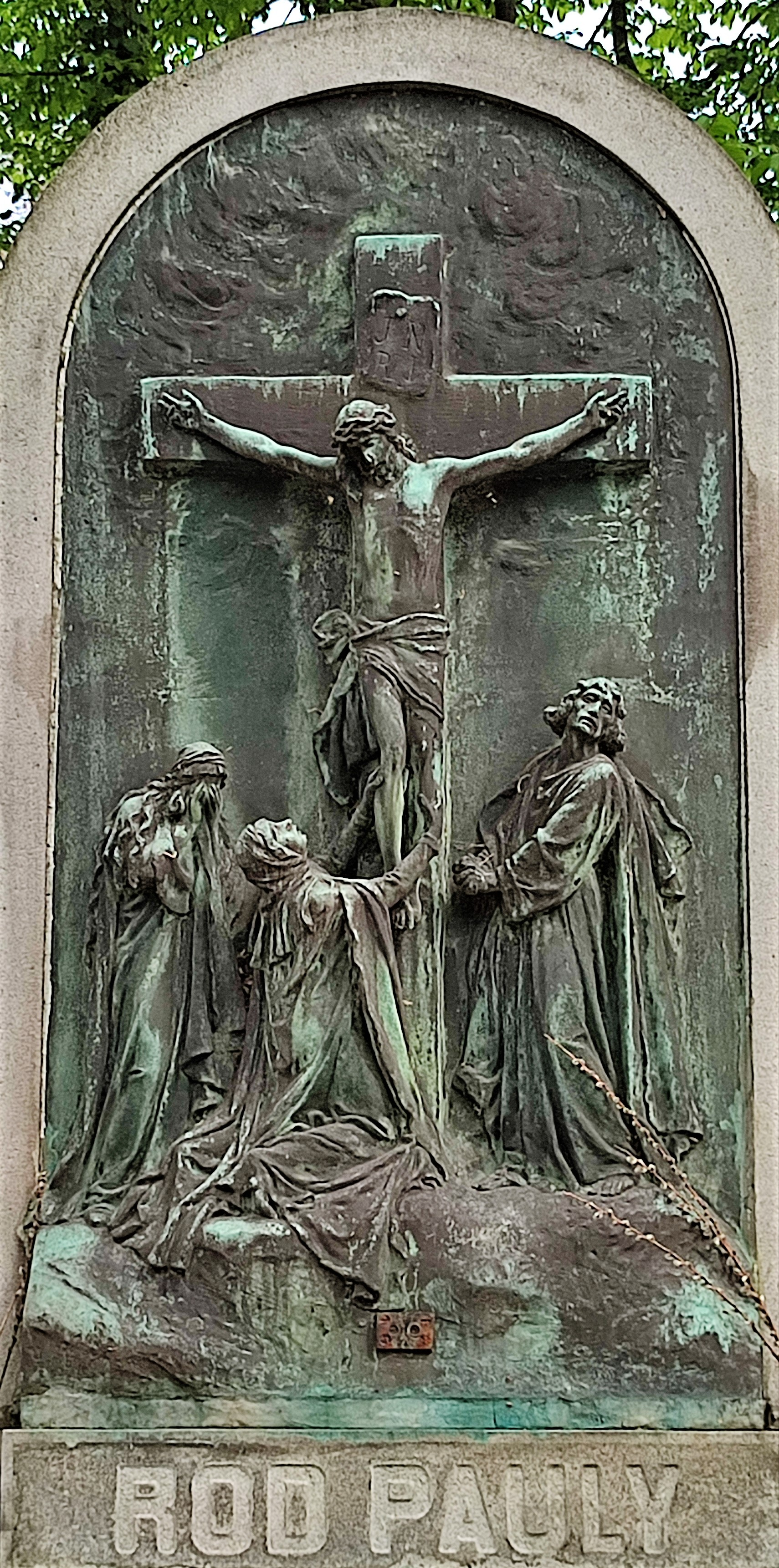
Kalvárie z hrobky na Malvazinkách
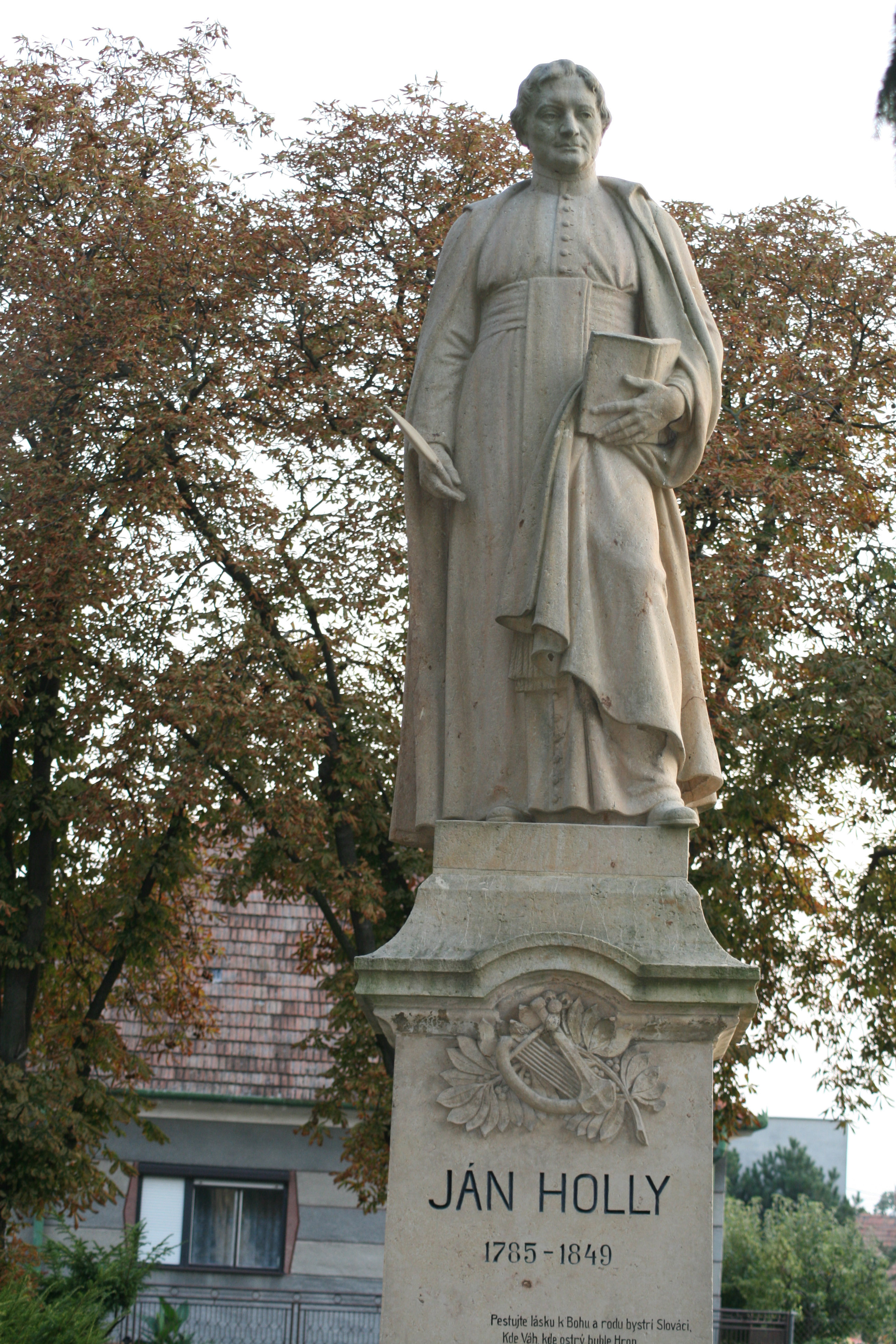
Socha Jána Hollého v Madunicích
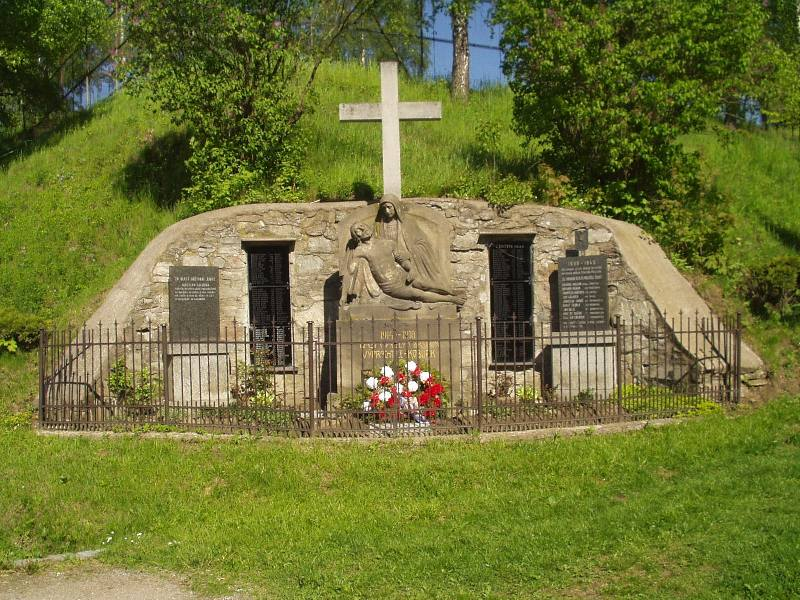
Pomník obětem 1. světové války ve Výprachticích
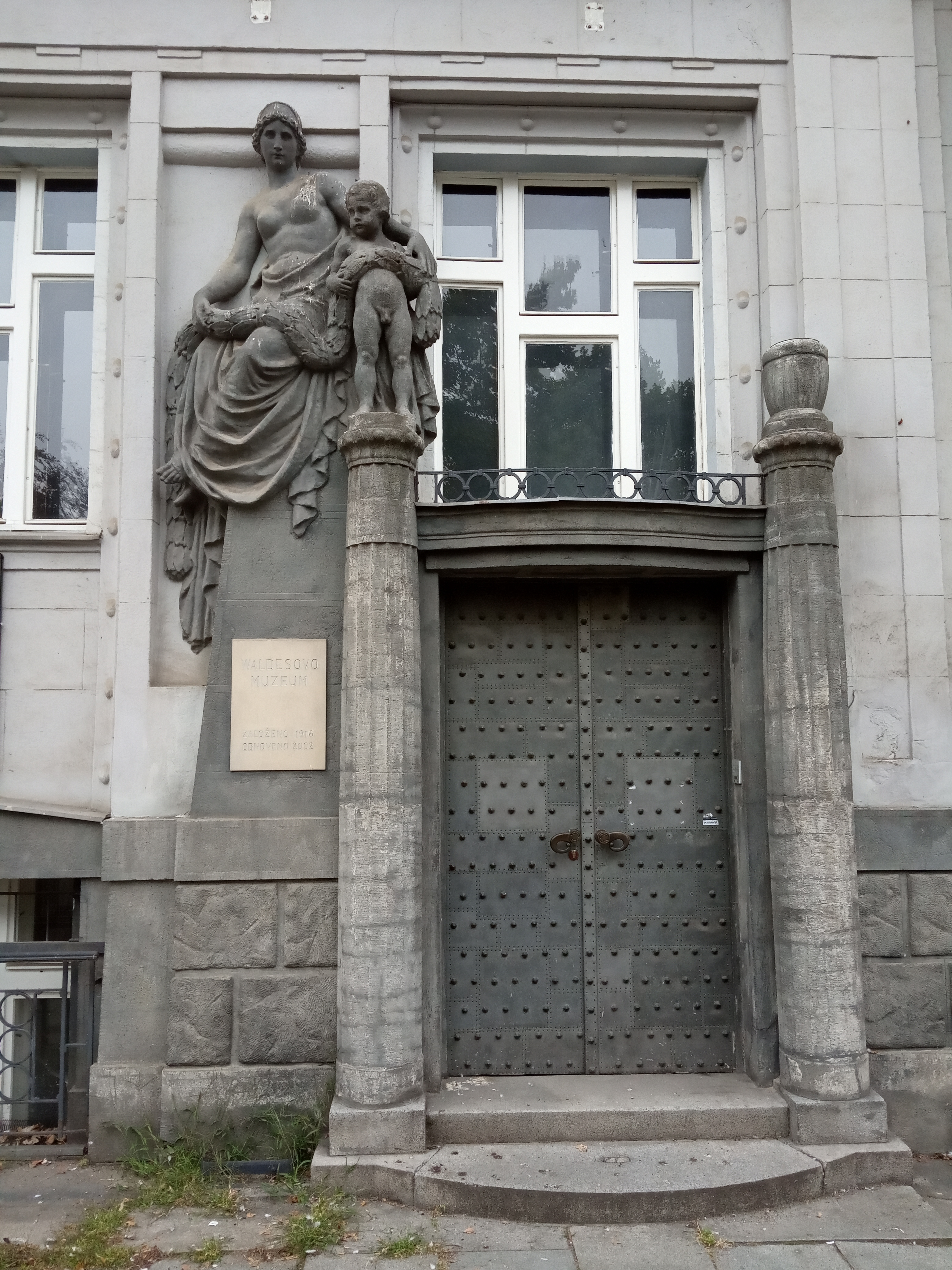
Socha ženy s chlapcem, Praha-Vršovice